# Lundakarnevalen

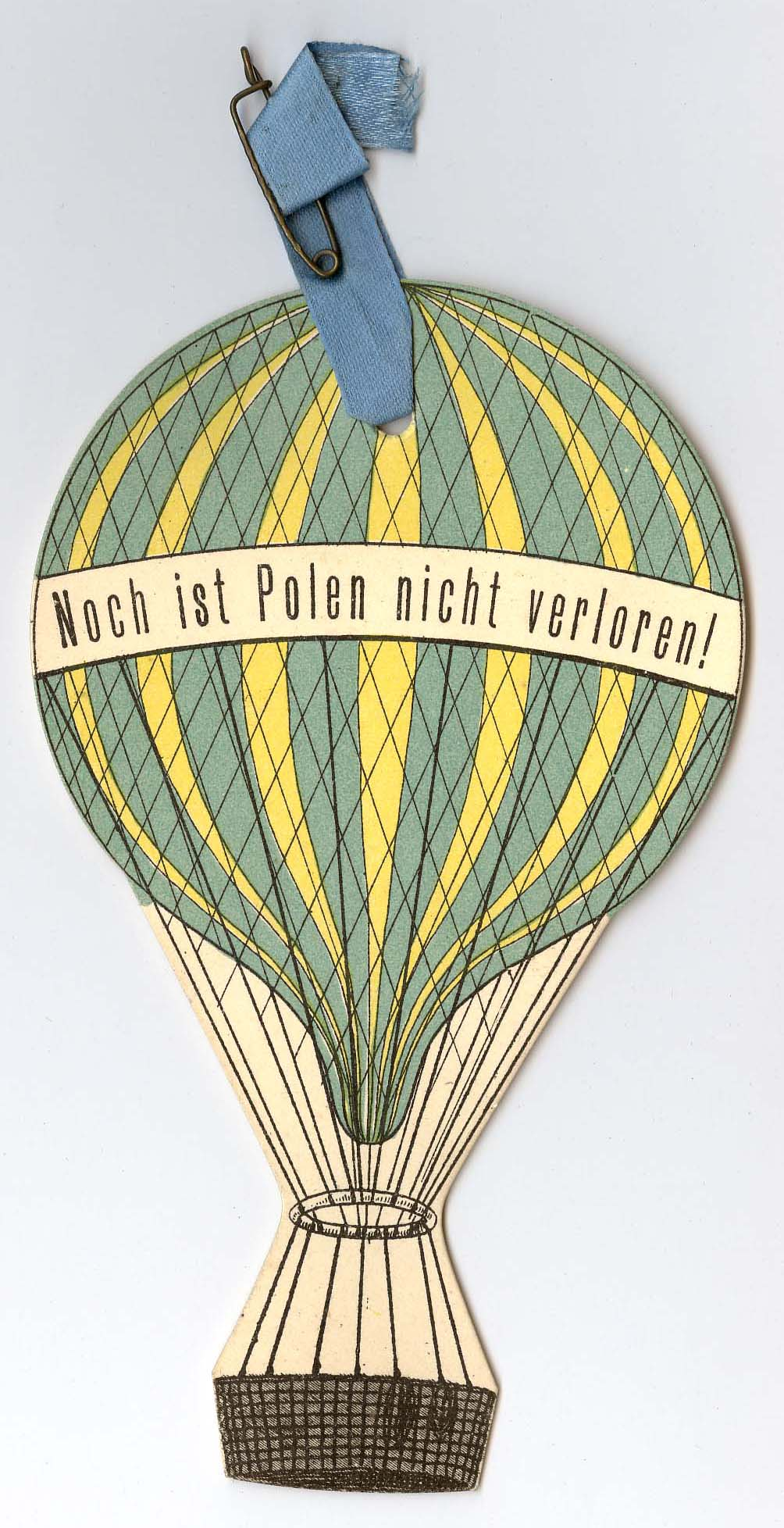
Eintrittsmarke zum Karneval von 1896. Das Thema war "Noch ist Polen nicht verloren" und bezieht sich auf die geplante Nordpolfahrt von Salomon August Andrée (Beachte: polen bedeutet auf Schwedisch auch „der Pol“).

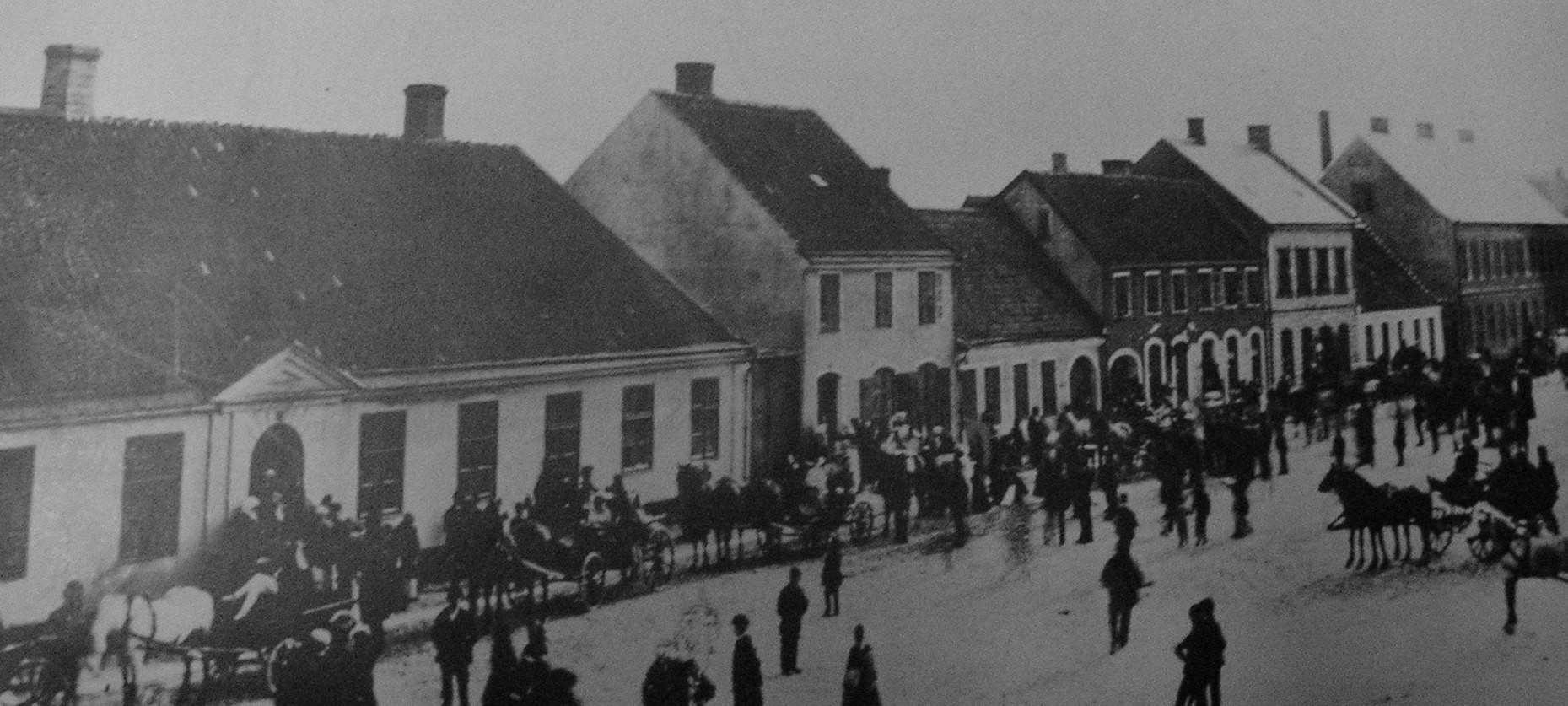
Lundakarnevalen 1900.

Lundakarnevalen ist die umgangssprachliche Bezeichnung für den Karneval, den die Studenten der Universität im schwedischen Lund alle vier Jahre durchführen. Die offizielle Bezeichnung war bis 1996 Lunds studentkårs karneval und ist seitdem Lunds Studentkårers karneval. Bei der Veranstaltung gibt es Umzüge durch die ganze Stadt, doch die Hauptaktivitäten finden im Park Lundagård statt. Jeder Umzug hat ein Motto, welches eine Leitschnur für die Ausgestaltung der Kostüme darstellt.

## Entstehung
Lundakarnevalen hat seinen Ursprung in den alten studentischen Festbräuchen, bei denen der Frühling um den ersten Mai herum begrüßt wurde. Damals lief der Karneval oft unter offiziellen Namen wie „Frühlingsfest“ oder „Maifest“ und es ist nicht richtig geklärt, wann sich der Karneval als eigenständige Veranstaltung herauskristallisierte. Meistens wird das Fest småländska bondbröllopet (småländische Bauernhochzeit) von 1849 als erster richtiger Karneval angesehen. Bei diesem Karneval zogen die Mitglieder einer Studentenvereinigung, die den Namen Smålands nation trägt, in den Trachten einer traditionellen Bauernhochzeit der schwedischen Provinz Småland durch die Stadt. Dies war der erste nachweisbare Umzug mit einheitlicher Verkleidungsthematik.

## Turnus
Zur Mitte des 19. Jahrhunderts hatten die Karnevalsumzüge keinen bestimmten Turnus. Manchmal fanden sie jedes Jahr statt, manchmal jedes zweite Jahr und gelegentlich auch im Herbst. Ab 1876 änderte man den Rhythmus auf jedes zweite Jahr und das hielt stand bis 1892. Im zuletzt genannten Jahr arteten die Feierlichkeiten jedoch in ein unkontrolliertes Besäufnis aus, so dass die Stadtverwaltung den geplanten Karneval von 1894 verbot. Auf diese Weise entstand der heute übliche Vierjahresrhythmus.
Im 20. Jahrhundert verhinderte die politische Situation in der Welt einige Veranstaltungen. Während des Ersten Weltkrieges fand 1916 kein Karneval statt. 1932 entschied man sich dafür, den geplanten Karneval wegen der ökonomischen Krise um zwei Jahre zu verschieben. Der Umzug von 1934 war der einzige in diesem Jahrzehnt, da der Karneval von 1938 aufgrund der gespannten Weltlage nicht stattfand. Der Zweite Weltkrieg verhinderte den Karneval von 1942. Seit 1946 werden die Karnevalsumzüge wieder regelmäßig durchgeführt. Der Karneval 2018 fand vom 18. bis zum 20. Mai statt.